# Verônica (voleibolista)
Verônica Maria Cavalcanti de Brito  (Rio de Janeiro, 3 de fevereiro de 1986) é uma voleibolista indoor brasileira, atuante na posição de Ponta, com experiência em clubes nacionais e internacionais e que conseguiu medalhas importantes em todas as categorias de base da Seleção Brasileira: na categoria infanto-juvenil foi ouro no sul-americano de 2002 e bronze no mundial de 2003; na categoria juvenil foi campeã sul-americana em 2004 e campeã mundial em 2005; e pela seleção adulta foi medalha de bronze na Copa Pan-Americana de 2005.Em clubes conquistou o bronze no extinto Torneio Internacional Salonpas Cup em 2007.

## Carreira
Aos 11 anos de idade Verônica já defendia as cores na categoria de base do Botafogo , onde permaneceu por duas temporadas, sendo bicampeã carioca nos anos de 1997 e 1998. Transferiu-se para o Tijuca Tênis Clube onde jogou também por duas temporadas e foi tetracampeã carioca nos anos de 2000 e 2001.Em seguida passou a atuar no Fluminense nas temporadas 2001-02 e 2002-03, e no ano de 2002 conquistou o título do Campeonato Brasileiro Infanto-Juvenil  e também pentacampeã carioca, por este foi bicampeã carioca na categoria infanto-juvenil nos anos de 2001 e 2002 e bicampeã carioca juvenil nos mesmos anos.
Recebeu convocação para defender a Seleção Brasileira na categoria infanto-juvenil em 2002 e conquistou sua primeira medalha internacional ao obter o ouro no Campeonato Sul-Americano Infanto-Juvenil, sediado em Barquisimeto-Venezuela,qualificando o país para o Mundial da Polônia da categoria em 2003, o qual também foi convocada e também foi medalhista, conquistando o bronze desta edição.Disputou sua primeira Superliga Brasileira A na temporada 2002-03 pelo Macaé/Nuceng quando registrou 10 pontos na competição e encerrou na quinta posição.
Em 2003 sagra-se bicampeã do Campeonato Brasileiro Infanto-Juvenil, disputado em Uberlândia e conquistou também o hexacampeonato carioca.Foi contratada pelo ACF/Oi/Campos  na temporada 2003-04, sagra-se tricampeã do Campeonato Brasileiro Infanto-Juvenil, novamente em Uberlândia, e seu primeiro título do Campeonato Brasileiro Juvenil, disputado em Saquarema, sagrando-se campeã do Campeonato Intermunicipal e  vice-campeã do Campeonato Carioca de 2004 encerrando na sexta posição da Superliga Brasileira A correspondente quando registrou na competição 35 pontos, 30 de ataques, 2 de bloqueios e 3 de saques.E na temporada 2004-05 e atuou com o mesmo patrocinador Oi/Macaé conquistou o terceiro lugar da Superliga Brasileira A e recebeu o Troféu Viva Vôlei de Melhor Jogadora da Partida.
No ano de 2004 esteve na Seleção Brasileira desta vez na categoria juvenil e disputou o Campeonato Sul-Americano da categoria em La Paz-Bolívia, sagrando-se campeã e qualificando o país para o mundial do ano seguinte. Novamente convocada na categoria juvenil para representar a seleção brasileira, Verônica conquista seu primeiro ouro em mundiais, esta conquista ocorreu no Campeonato Mundial Juvenil  sediado na Turquia em 2005 e fez 14 pontos durante a competição, sendo 9 de ataques, 3 de bloqueios e 2 de saques.
Migrou em 2005 para defender as cores do Fiat/Minas, onde jogou duas temporadas. Na temporada 2006 obteve o título estadual mineiro, foi quarto lugar no Salonpas Cup, sétimo colocação da Superliga Brasileira A 2005-06.Representou Cabo Frio no Campeonato Carioca, terminando na terceira posição.Em 2006 representou o Clube Atlético Paulistano na Copa São e Campeonato Paulista ambos de 2006, na primeira competição terminou na quarta colocação e na outra competição foi bronze.
Em 2005 recebeu sua primeira convocação para seleção brasileira adulta e disputou a Copa Pan-Americana sediada na República Dominicana e conquistou o bronze da competição.Na última temporada pelo time mineiro foi terceiro lugar da Superliga Brasileira A 2006-07 bronze no Salonpas Cup de 2007, Copa Brasil de 2007, vice-campeã carioca representando a cidade de Resende-RJ.
Transferiu-se em 2007 para a equipe catarinense Brasil Telecom/Brusque e  conquistou o título e a qualificação para Superliba Brasileira A 2007-08 e na primeira temporada no clube ficou na quarta colocação da Superliga Brasileira A 2007-08, além do título do estadual catarinense de 2007.
Na temporada seguinte, contratado renovado, ficou novamente em quarto lugar na Superliga Brasileira A 2008-09, bicampeã catarinense e ouro nos Jasc de 2009.Em 2009 foi contratada pelo clube que utilizou o nome Cativa/Brusque/Pomerode e na temporada 2009-10 obteve o título da Liga Nacional de Voleibol em 2009 e no mesmo ano conquista de forma invicta conquista o ouro nos Jogos Abertos de Santa Catarina (Jasc) e o título estadual de Santa Catarina de 2009.Pelo clube catarinense disputou a Superliga Brasileira A 2009-10 contribuiu para a classificação da equipe às quartas de final da edição e encerrou na oitava posição.
Na temporada 2010-11 defendeu o Pinheiros/Mackenzie e conquistou o ouro no Campeonato Paulista de 2010.Pela primeira vez Verônica passa a defender um clube no estrangeiro e foi na temporada 2011-12 no clube Igtisadchi V.C no Azerbaijão e está inativa desde a temporada 2012-13, segundo agência que cuida de sua carreira.

## Títulos e Resultados
- 2010–Campeã da Campeonato Paulista[2]
- 2009-10- 8º lugar da Superliga Brasileira A[22]
- 2009– Campeã dos Jasc[2][19]
- 2009– Campeã da Campeonato Catarinense[2][19][20]
- 2009– Campeã da Liga Nacional[2][17]
- 2008-09– 4º Lugar da Superliga Brasileira A[2]
- 2008– Campeã da Campeonato Catarinense[2][16]
- 2007-08– 4º Lugar da Superliga Brasileira A[2][12]
- 2007-Campeã da Liga Nacional de Voleibol Feminino [13]
- 2007-Campeã da Campeonato Catarinense[2][14]
- 2007–Vice-campeã do Campeonato Carioca[2][12]
- 2006-07– 3º Lugar da Superliga Brasileira A[2]
- 2006-4º Lugar da Copa São Paulo[11]
- 2006–4º Lugar do Salonpas Cup[2]
- 2006–3º Lugar da Copa Brasil[12]
- 2006– Campeã do Campeonato Mineiro[2]
- 2006-3º Lugar da Campeonato Paulista[12]
- 2005-06– 7º Lugar da Superliga Brasileira A[2]
- 2005-3º Lugar da Campeonato Carioca[10]
- 2004-05– 3º Lugar da Superliga Brasileira A[2]
- 2004- Campeã do Campeonato Intermunicipal do Rio de Janeiro [5]
- 2004- Vice-campeã do Campeonato Carioca[5]
- 2004– Campeã do Campeonato Brasileiro de Seleções Juvenil (Saquarema, Rio de Janeiro)[2]
- 2004– Campeã do Campeonato Brasileiro de Seleções Infanto-Juvenil (Uberlândia, Minas Gerais)[2]
- 2003-04– 6º Lugar da Superliga Brasileira A[6]
- 2003– Campeã do Campeonato Carioca[2]
- 2003– Campeã do Campeonato Brasileiro de Seleções Infanto-Juvenil (Uberlândia, Minas Gerais)[2]
- 2002-03– 5º Lugar da Superliga Brasileira A[6]
- 2002- Campeã do Campeonato Brasileiro de Seleções Infanto-Juvenil(Uberlândia, Minas Gerais)[2][4]
- 2002- Campeã do Campeonato Carioca Juvenil [2][5]
- 2002- Campeã do Campeonato Carioca Infanto-Juvenil [2][5]
- 2001- Campeã do Campeonato Carioca Juvenil [2][5]
- 2001- Campeã do Campeonato Carioca Infanto-Juvenil [2][5]
- 2001- Campeã do Campeonato Carioca[2]
- 2000- Campeã do Campeonato Carioca[2]
- 1998- Campeã do Campeonato Carioca[2]
- 1997- Campeã do Campeonato Carioca[2]

## Premiações Individuais
- 2004-05– Troféu Viva vôlei de melhor jogadora da partida[2]

## Ligações Externas
- Player's biography Veronica Brito